# La Patria (1849-1851)
La Patria fue un periódico publicado en Madrid entre 1849 y 1851, durante el reinado de Isabel II.

## Historia
Editado en Madrid, publicó su primer ejemplar el 1 de enero de 1849. Era impreso en el establecimiento tipográfico de A. Aguirre e imprenta de La Patria y contaba con unas dimensiones de 0,448 x 0,291 m. Este periódico, de carácter diario, el 1 de junio de 1849 amplió su tamaño a 0,482 x 0,308 m. Cesó su publicación el 9 de febrero de 1851.
De ideología conservadora, fue fundado por Joaquín Francisco Pacheco, y escribieron en él, además del anterior, autores como Antonio Benavides, Antonio Cánovas del Castillo –empezó como director pero terminaría dirigiendo la publicación– y Eulogio Florentino Sanz.